# Morten Skjønsberg
Morten Morisbak Skjønsberg (født 12. februar 1983 i Bærum, Norge) er en norsk tidligere fodboldspiller (forsvarer).
Skjønsberg tilbragte størstedelen af sin karriere hos Stabæk i sin fødeby. Han nåede over 300 ligakampe for klubben og var med til at vinde det norske mesterskab i 2008. Han tilbragte også tre år i Sverige hos IFK Norrköping og vandt Svenska Cupen med holdet i 2013.
For Norges landshold spillede Skjønsberg én kamp, en venskabskamp mod Ukraine i november 2008.

## Titler
Eliteserien
- 2008 med Stabæk

Svenska Cupen
- 2013 med IFK Norrköping